# Босна (река)
Бо́сна (босн. Bosna) — река в Боснии и Герцеговине. Правый приток Савы, принадлежащей бассейну Дуная.
Длина — 308 км, площадь бассейна — 10,5 тыс. км². Средний расход воды — 142 м³/с.
Босна начинается в горном массиве Трескавица и течёт по Динарскому нагорью, в низовье выходя на Среднедунайскую низменность. Половодье весной, межень в июле — сентябре.
Основными притоками Босны являются реки: Железница, Миляцка, Фойничка, Лашва, Кривая, Усора и Спреча.
На территории общины Модрича в Босну впадает Бабешница